# 올리버 글라스너
올리버 글라스너 (Oliver Glasner, 1974년 8월 28일 ~ )는 오스트리아의 전 축구 선수이자 현 축구 지도자로 현재 잉글랜드 프리미어리그 크리스털 팰리스의 사령탑으로 재직 중이며 현역 시절 SV 리트의 핵심 수비수로 활약했다.

## 대회 성적

### 클럽 (선수)
SV 리트
- 오스트리아 분데스리가 : 준우승 (2006-07), 4위 (2005-06, 2010-11)
- 오스트리아 2. 리가 : 우승 (2004-05)
- 오스트리아컵 : 우승 (1997-98, 2010-11), 4강 (1998-99, 2005-06, 2009-10)

### 클럽 (지도자)
LASK
- 오스트리아 분데스리가 : 준우승 (2018-19), 4위 (2017-18)
- 오스트리아컵 : 4강 (2016-17, 2018-19)

 VfL 볼프스부르크
- 독일 분데스리가 : 4위 (2020-21)

 아인트라흐트 프랑크푸르트
- DFB-포칼 : 준우승 (2022-23)
- UEFA 유로파리그 : 우승 (2021-22)